# Allajulus dicentrus
Allajulus dicentrus är en mångfotingart som först beskrevs av Robert Latzel 1884.  Allajulus dicentrus ingår i släktet Allajulus och familjen kejsardubbelfotingar. Inga underarter finns listade i Catalogue of Life.